# Chak Azam Sahu
Chak Azam Sahu é uma cidade do Paquistão localizada na província de Punjab.